# Why Pick on Me?
Why Pick on Me? és un curtmetratge mut de comèdia de clatellades produït per Hal Roach i protagonitzat per Harold Lloyd. Es va estrenar el 13 d'octubre de 1918.

## Argument
Un dia d'estiueig, una dona presenta la seva bonica filla (Bebe Daniels) al milionari Kaleb Kale i tots dos surten a passejar. Harold és un jove sense un ral però amb força recapta amb les noies de la platja. En veure la noia passejant amb Kale, farà tots els possibles per aconseguir cridar la seva atenció. En diferents situacions ambientades en el passeig a la vora del mar, en una parada de fira o en una gelateria, es barallarà amb Kale i amb una parella amb qui coincidiran, el senyor Ham i la senyora Egg. Acabarà sent perseguit per diferents policies fins que aconseguirà fugir dins un bot remant pel riu.

## Repartiment
- Harold Lloyd
- Snub Pollard
- Bebe Daniels
- William Blaisdell
- Sammy Brooks
- Harry Burns
- William Gillespie
- Helen Gilmore
- Lew Harvey
- Bud Jamison
- James Parrott